# Pukhan-gang

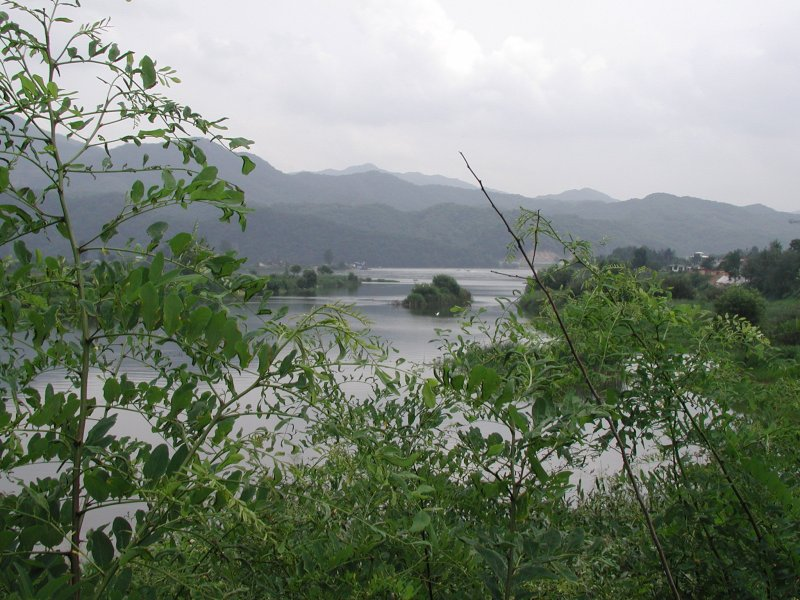
Bukhan-gang w Gapyeong

Pukhan-gang lub Bukhan-gang (kor.: hangul 북한강, hancha 北漢江) – rzeka w Północnej i Południowej Korei. 
Długość rzeki wynosi 325 km, a całkowita powierzchnia dorzecza 11 343 km², z czego ponad połowa (7788 km²) mieści się w Korei Południowej.
Największym miastem przez które przepływa Pukhan-gang jest Ch'unch'ŏn.